# Musée archiépiscopal de Ravenne
Le musée archiépiscopal de Ravenne, consacré à l’archéologie paléochrétienne, byzantine et médiévale, est situé dans le palais de l'Archevêché, dans le centre historique de Ravenne.
La visite du musée comprend la Chapelle archiépiscopale, à laquelle il donne accès.
Fondé en 1734, c'est le premier musée diocésain construit en Italie.

## Histoire
Dans les premières décennies du XVIIIe siècle, l'évêché décide de démolir, puis de reconstruire de toutes pièces la cathédrale médiévale de Ravenne. Le bâtiment abritait de nombreux objets d'art appartenant à l'ancienne cathédrale paléochrétienne, construite lorsque la capitale de l'Empire romain fut déplacée de Milan.
Les mosaïques, Les inscriptions, les chapiteaux et les pierres tombales ont été récupérés et mis de côté. L'archevêque Maffeo Nicolò Farsetti (1727-1741) décida de ne pas les transférer dans la nouvelle église, mais de les rassembler dans un lieu spécial.
Après quelques années de fermeture, le musée a rouvert ses portes en 2010, avec une nouvelle scénographie d'exposition.

## Description

### Objets d'art

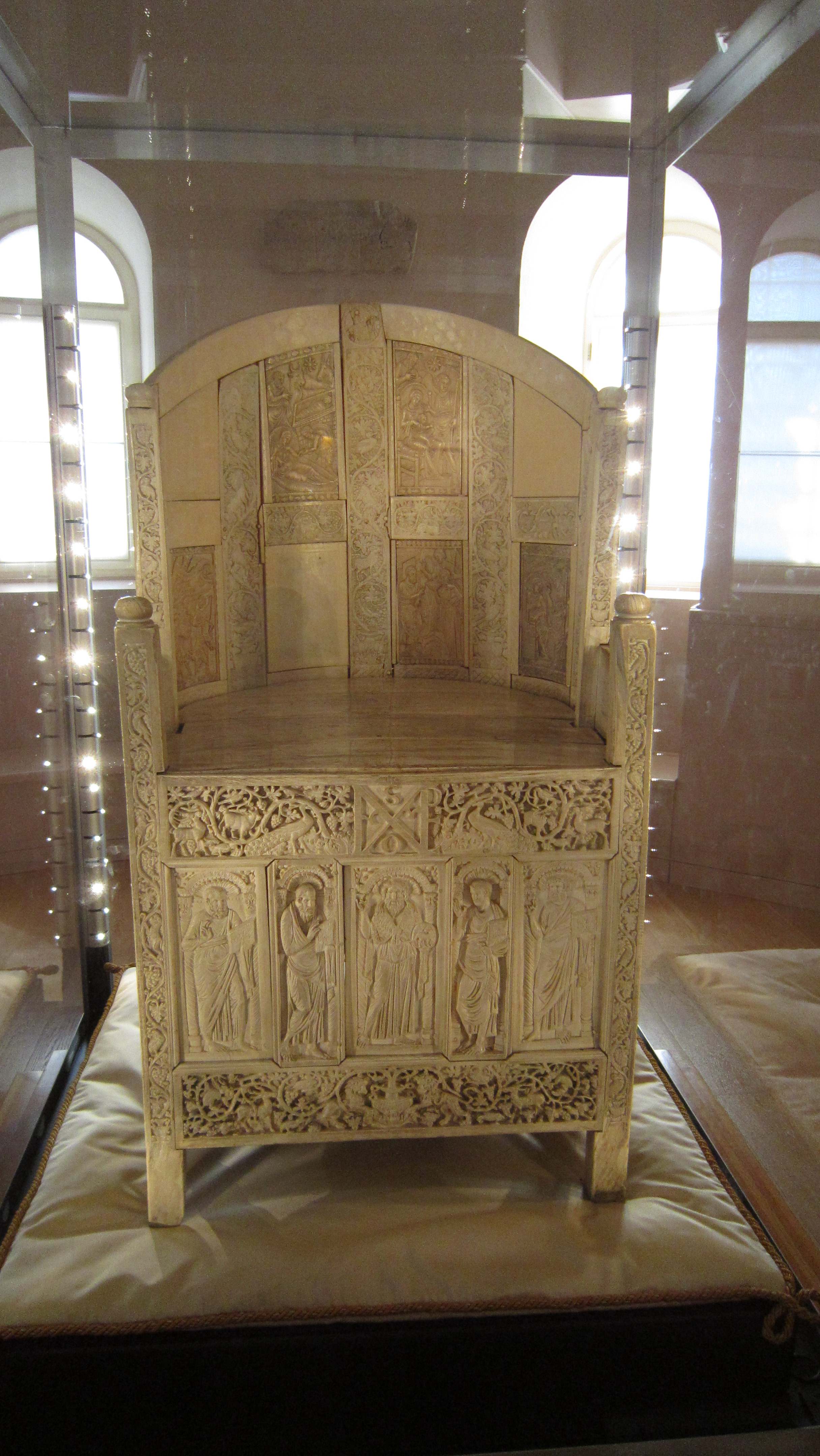
Chaise épiscopale de Maximien, dans le reliquaire de la tour Salustra.

Le parcours d'exposition est composé de quatre salles, dans lesquelles alternent environnements historiques, découvertes archéologiques et œuvres d'art.
- l'ambon, provenant de l'église de Santi Giovanni e Paolo ;
- une statue byzantine sans tête, représentant peut-être Justinien (VIe siècle), en porphyre ;
- la dalle au calendrier pascal (VIe siècle), en marbre ;
- la croix de l'archevêque Agnello (VIe siècle), en argent ;
- les mosaïques (XIIe siècle) de l'abside de l'ancienne cathédrale ursienne (du nom de l'évêque Ursus, mort vers 396, qui l'a fait construire), dont celle figurant la Madone en prière ;
- des fragments de textiles ;
- une chasuble du Xe et une autre du  XIIIe siècle.

### La tour Salustra
La visite est complétée par la tour romaine appelée Salustra, où est exposée la chaise épiscopale de Maximien (VIe siècle), en ivoire.

### La chapelle archiépiscopale

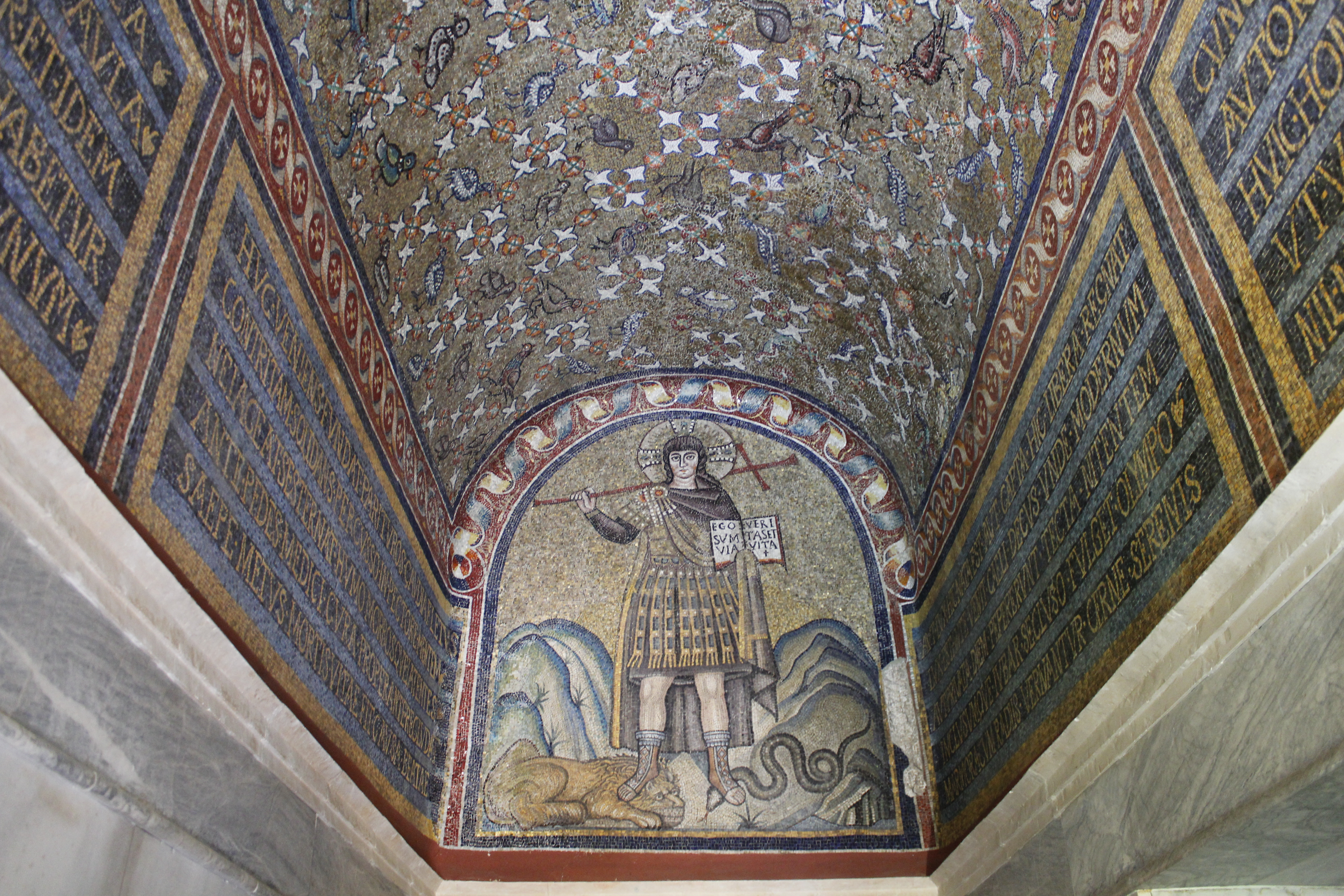
Mosaïque de la chapelle archiépiscopale, représentant le Christ guerrier : « Ego sum via, veritas et vita ».

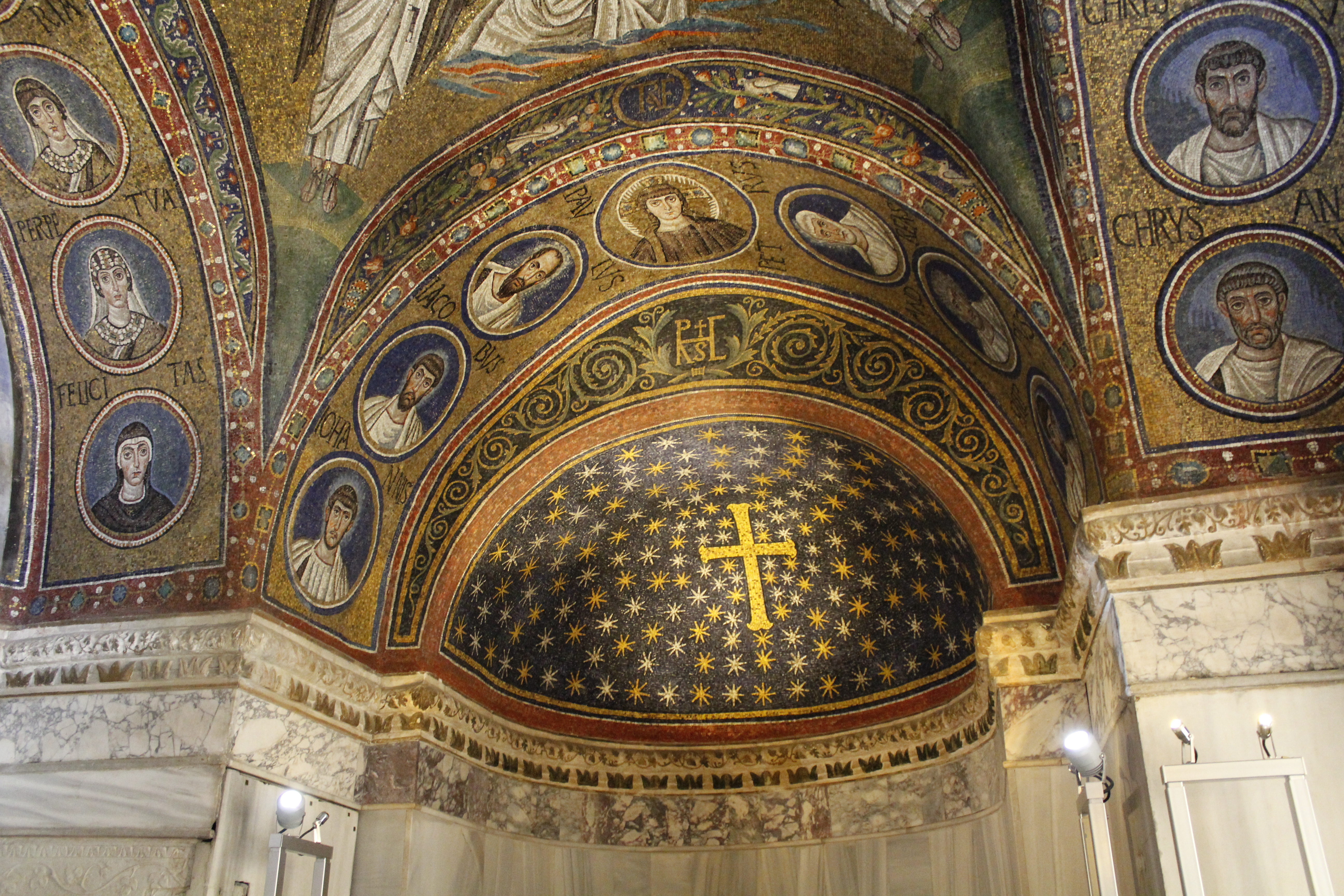
Abside de la chapelle archiépiscopale de Sant'Andrea.

La visite du musée offre une passionnante surprise : la chapelle archiépiscopale de Sant'Andrea, construite comme oratoire privé par Pierre II, évêque de Ravenne (494-519), décorée de splendides mosaïques du début du Ve siècle, parmi lesquelles :
- dans la lunette, Jésus-Christ vainqueur foulant un lion et un serpent ;
- dans le caveau, les quatre anges tenant le monogramme du Christ ;
- des médaillons avec des bustes de saints alternant dans les sous-arcs.

C'est la seule chapelle épiscopale de l'Antiquité chrétienne qui nous soit parvenue. En 1997, elle a été déclarée « site du patrimoine mondial » par l'UNESCO (avec sept autres monuments de Ravenne).